# Rouge d'Andrinople
Rouge turc
Pour les articles homonymes, voir Andrinople (homonymie).

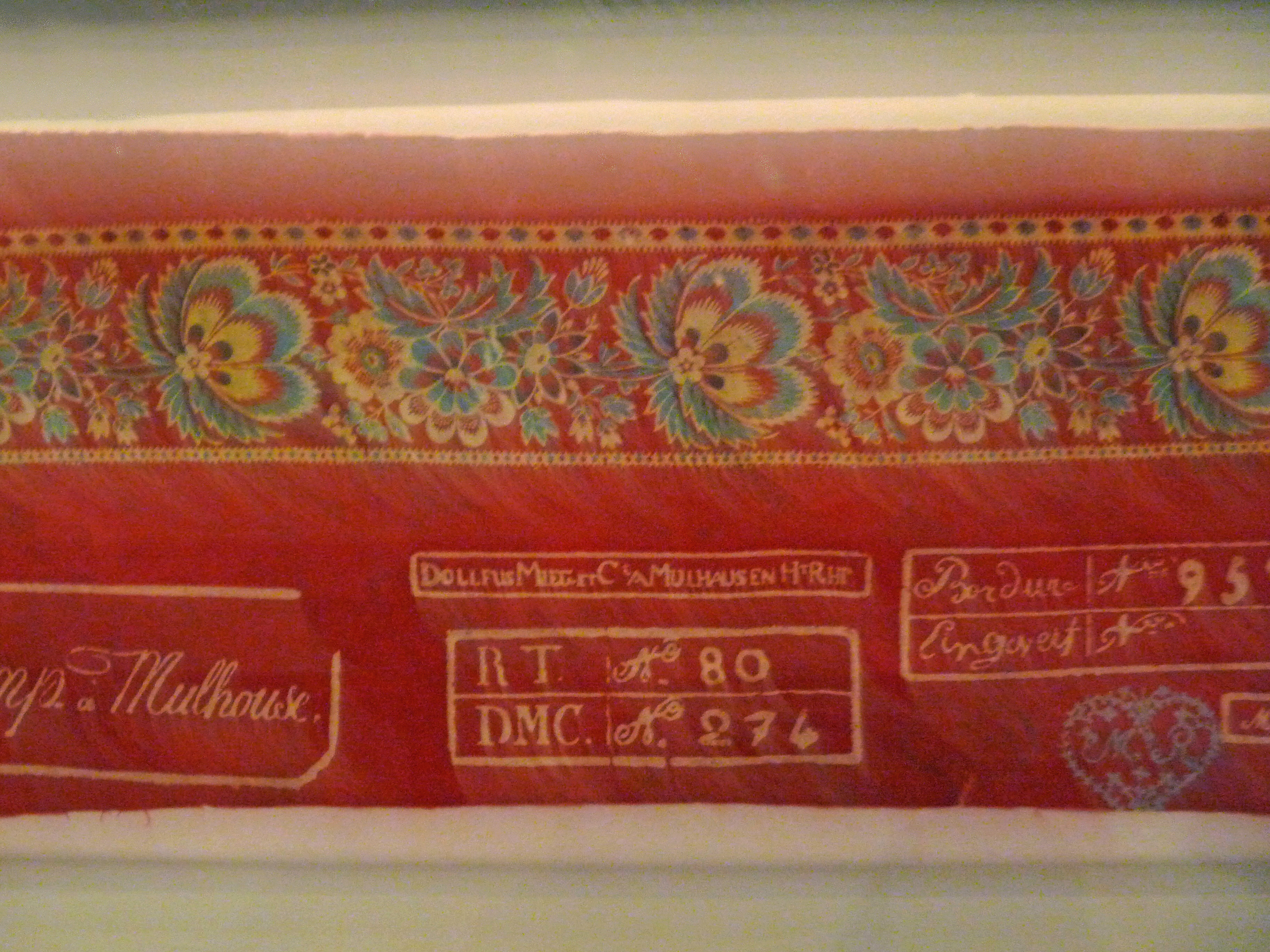
Musée de l'impression sur étoffes (Mulhouse) : échantillon de bordure, manufacture Dollfus Mieg & Cie, Mulhouse, vers 1825-1830, toile de coton teinte et imprimée à la planche en rouge turc.

Le rouge d'Andrinople est un pigment rouge ancien, dit aussi rouge turc. Il tire son nom de la ville d’Andrinople, aujourd'hui Edirne, en Turquie.
C'est un pigment toxique en voie avancée d'élimination, composé de chromate de plomb et d'oxyde de plomb comme le jaune de chrome orangé, et qui contenait comme celui-ci de l'éosine.
Sa recette était un secret commercial qui fut percé au cours du Moyen Âge. Graisses rances, huile, urine et excréments, sangs d'animaux : la fabrication était particulièrement infecte. Cette couleur servait en premier lieu à la teinture. À la fin du XVIIIe siècle, les teinturiers allemands et alsaciens réussirent à fabriquer la teinture rouge d'Andrinople et à trouver un procédé de mordançage des tissus.
Au XIXe siècle, Michel-Eugène Chevreul a entrepris de repérer les couleurs entre elles et par rapport aux raies de Fraunhofer. Il a évalué un rouge turc sur coton du teinturier Steiner 2 rouge 10 ton. Cette cote est identique à celle du nacarat des manufactures des Gobelins et de la Savonnerie.